# روب كيف
روب كيف (بالإنجليزية: Rob Keefe)‏ هو لاعب كرة قدم أمريكية أمريكي، ولد في 5 نوفمبر 1980 في سبرينغفيلد في الولايات المتحدة.